# Efficienza energetica

Schema descrittivo dell'efficienza energetica

L'efficienza energetica è il rapporto quantitativo e misurabile tra un risultato, realizzato con un macchinario o un processo, e l'energia impiegata per ottenerlo.
Gli ambiti in cui si può determinare l'efficienza energetica sono assai diversificati. Le scienze esatte sono spesso in grado di definire un sistema ideale con cui confrontare quello reale. In tal caso l'efficienza si esprime in percentuale, a indicare quale frazione dell'energia realmente spesa sarebbe occorsa al sistema ideale per ottenere lo stesso risultato. Nel caso in cui l'input e l'output siano entrambi delle energie e non vi siano impedimenti nella loro trasformazione da una forma a un'altra, l'efficienza energetica è la frazione di quell'energia in ingresso che si ritrova in uscita.
In contesti legislativi l'efficienza energetica è definita come "il rapporto tra un risultato in termini di rendimento, servizi, merci o energia e l'immissione di energia" e ancora "il rapporto tra i risultati in termini di rendimento, servizi, merci o energia e l'immissione di energia". Queste definizioni, necessariamente generiche e onnicomprensive, richiedono di essere declinate e sviluppate nei diversi ambiti specifici.

## Valenza e limiti
Negli ultimi quarant'anni il consumo mondiale di energia è raddoppiato.
I problemi del futuro esaurimento di risorse energetiche di origine fossile (carbone petrolio e gas) e delle loro emissioni climalteranti vanno affrontati in due direzioni: maggior ricorso a fonti di energia rinnovabili o alternative a quelle fossili e miglior sfruttamento dell'energia disponibile con prodotti e servizi che, a pari risultati, siano più parchi di risorse e per questo detti a più alta efficienza energetica. Le tecnologie efficienti possono anche rivelarsi economicamente convenienti allorché il maggior esborso iniziale venga ripianato in tempi ragionevoli dai minori costi di esercizio rispetto a soluzioni convenzionali.
I sistemi di accumulo di energia acquisteranno crescente importanza per rendere disponibili energie discontinue (solare e eolico) nei momenti di maggior richiesta. Le diverse soluzioni di accumulo si caratterizzano anch'esse per la loro efficienza energetica percentuale, intesa come rapporto tra energia restituita e energia spesa per la carica.
Il confine tra ciò che è qualificabile come efficienza energetica, e ciò che non lo è, può risultare alquanto lasco. Alcuni esempi banali: una stanza con pareti bianche (rispetto a quelle scure) migliora di fatto l'efficienza energetica per l'illuminazione artificiale poiché si ottiene maggior luce diffusa; un frigorifero che impieghi pareti spesse e quindi più isolate ha dispersioni termiche ridotte e perciò un'aumentata efficienza. In entrambi i casi è da chiedersi se tali interventi siano davvero qualificabili come efficientamento, o se sia più corretto - e forse più produttivo - cambiare sorgente luminosa o adottare un sistema di raffreddamento meglio progettato. In generale tutti gli espedienti che riducono le perdite di energia vengono ricompresi nel quadro dell'efficienza energetica, ma non è assicurato che a ciò corrisponda un fattore percentuale di efficienza. Per gli edifici si è quindi coniato il termine di indice di prestazione energetica evitando di utilizzare efficienza in un contesto molto variegato e in cui sarebbe improprio.
Il miglioramento dell'efficienza nella fase d'uso di un prodotto va anche commisurata alle risorse necessarie per realizzare quel prodotto e provvedere, una volta esaurita la sua vita utile, al suo smaltimento con i dovuti criteri di rispetto per l'ambiente. Inseguire a tutti i costi la massima efficienza energetica si rivela quindi, al di là un certo limite, improduttivo. Un esempio: le lavatrici con riscaldamento dell'acqua a pompa di calore - e con consumi energetici bassissimi - hanno un costo difficilmente giustificabile e restano più che altro una curiosità, mentre asciugatrici e lavasciuga alle quali viene applicata la stessa tecnologia, in ragione del più cospicuo risparmio elettrico conseguibile, iniziano a far breccia sul mercato.

L'efficienza energetica va quindi vista sia in relazione alle risorse iniziali da impiegare (e relativi costi) sia come impatto ambientale globale. La branca di ricerca di analisi del ciclo di vita - spesso indicata con LCA da life cycle assessment - si occupa di questi aspetti mediante analisi e valutazione non solo del bilancio energetico (includendo le tre fasi di costruzione uso e dismissione d'un prodotto) ma anche altri fattori ambientali e di salute dell'uomo. Nella realtà dei fatti, buona parte dei consumi energetici connessi ai singoli individui (ad esempio nel settore domestico e per la mobilità) e in processi produttivi industriali sono ancora caratterizzati da una forte incidenza della fase d'uso mentre i termini energetici di inizio e fine vita danno un minore contributo.
La Commissione europea ha emesso nel 2021 la raccomandazione EE1st, (Energy Efficiency First). La raccomandazione segue di due mesi l'uscita della prima parte del sesto rapporto di IPCC (Intergovernmental Panel on Climate Change) sui cambiamenti climatici a livello mondiale e sugli scenari attesi nel prossimo futuro in relazione ad un ventaglio di ipotesi di contenimento delle emissioni di gas ad effetto serra. È riconosciuta l'urgenza assegnando all'efficienza energetica la priorità per raggiungere gli obiettivi previsti di contenimento delle emissioni, e quindi mitigare i cambiamenti climatici. Individua i settori ove migliorare l'efficienza: produzione trasmissione e distribuzione di energia elettrica, edilizia, processi industriali, trasporti, tecnologie ICT. Raccomanda agli stati membri di istituire percorsi istituzionali che obblighino ad analisi raffronti e scelte migliorative.

## Combinazione di efficienze
Quando per arrivare al suo impiego finale l'energia subisce più trasformazioni in cascata o un degrado causato da diversi fattori successivi l'uno all'altro, si ha che l'efficienza globale è il prodotto delle efficienze di ognuno degli stadi del sistema. Ad esempio un'autoclave che pompa acqua agli ultimi piani di un condominio avrà un rendimento totale - chiamiamolo ηt - dato dal rapporto tra l'energia (potenziale) necessaria a sollevare un quantitativo d'acqua sino all'altezza dello stabile e l'energia elettrica consumata per pompare quel quantitativo. Ma il processo si potrebbe scomporre in un rendimento elettrico del motore ηe che trasforma l'energia elettrica in energia meccanica, un rendimento della pompa a esso collegata ηp, e un rendimento della tubazione di distribuzione dell'acqua che la trasporta sino alla sommità ηd con perdite di energia in relazione a diametro, lunghezza e velocità del fluido. Si avrà quindi che ηt = ηe × ηd × ηd. Si dà qui implicitamente per valida l'approssimazione, spesso realistica, che le diverse efficienze non si influenzino tra loro. Dei consumi elevati saranno indizio che almeno una di queste efficienze è bassa per cui ηt è pure bassa e l'Eout dovrà ottenersi a spese di una Ein molto maggiore. Un progettista dovrà per prima cosa capire, in base ai dati disponibili, quale delle efficienze in gioco è quella più critica e intervenire su di essa.
Quando invece in un elemento sussistono due o più percorsi diversi, contemporanei e in parallelo che causano perdite, queste si sommano. Ad esempio un pannello solare termico avrà una perdita dovuta alla radiazione non completamente assorbita, un'ulteriore perdita di calore dalla faccia anteriore vetrata esposta al sole, e una da quella posteriore. Le tre perdite andranno a sommarsi. Se le si esprime in percentuale come frazione della radiazione incidente, l'efficienza del pannello sarà il 100% meno la loro somma.

## Declinazioni

### Nelle scienze esatte
In fisica e in ingegneria meccanica ed elettrica, l'efficienza energetica è un numero adimensionale con un valore compreso tra 0 e 1 o, se espresso come percentuale, tra 0% e 100%. Viene spesso indicato con la lettera greca minuscola {\displaystyle \eta } (eta). L'efficienza energetica è definita come: 
{\displaystyle \mathrm {efficienza} \ \eta ={\frac {\mathrm {P_{\mathrm {out} }} }{\mathrm {P_{\mathrm {in} }} }}} o anche {\displaystyle \eta =\mathrm {E_{\mathrm {out} } \over \mathrm {E_{\mathrm {in} }} } }
In questa espressione {\displaystyle \mathrm {P_{\mathrm {out} }} } e {\displaystyle \mathrm {P_{\mathrm {in} }} } sono la potenza in uscita e in ingresso nel sistema, espresse nella stessa unità di misura. Si tratta in tal caso di efficienza istantanea e le due potenze andranno misurate allo stesso istante di tempo, oppure s'avrà cura di far funzionare il dispositivo in regime stazionario (senza variazione dei suoi parametri nel tempo) cosicché la simultaneità diventa irrilevante. Un regime stazionario assicura inoltre che, col fluire del tempo, non vi sia accumulo o rilascio di energia interna al dispositivo che falserebbe le misure. In alternativa l'efficienza è esprimibile come rapporto tra energia in uscita {\displaystyle \mathrm {E_{\mathrm {out} }} } e energia in ingresso {\displaystyle \mathrm {E_{\mathrm {in} }} }, anche in questo caso espresse con uguali unità di misura. Nell'espressione come rapporto di energie, le misurazioni si intendono riferite allo stesso intervallo temporale. Al posto dell'efficienza viene in alternativa indicata la perdita di un dispositivo, ossia la frazione di energia che appare assente dopo la trasformazione.
Per la legge di conservazione dell'energia, l'efficienza energetica in un sistema chiuso non può superare il 100%, che equivale a dire che nessuna macchina può creare energia gratis dal nulla. È pure vero che le perdite non sono energia che si è volatilizzata nel nulla, ma si tramutano in calore all'interno del dispositivo (e che viene infine espulso nell'ambiente) come mostrato da Joule in un celebre esperimento.
Nelle due espressioni dell'efficienza le due potenze (o nella seconda espressione le due energie) possono essere entrambe elettriche, entrambe meccaniche, o una elettrica e una meccanica. Nel caso di energia meccanica si usa di frequente anche il termine equivalente di lavoro.

### In riferimento all'energia primaria
Nei sistemi elettrici e meccanici è implicitamente assunto che l'efficienza va misurata dal punto dove l'energia si rende disponibile (il punto di prelievo, in inglese point of delivery abbreviato in POD) a quello dove la si è successivamente trasformata per l'uso specifico a cui è destinata. In realtà nel caso di energia elettrica questa proviene in buona parte da centrali che usano combustibili fossili. Ha quindi senso introdurre una definizione globale di efficienza energetica riferita all'energia (detta primaria) dei combustibili che sono occorsi per produrre l'energia elettrica con cui s'è poi attuato l'uso finale a cui si è interessati. Ciò va tenuto in debita considerazione quando occorre valutare l'efficienza in sistemi articolati, dove possono venir utilizzati contemporaneamente o in alternativa tra loro combustibili fossili ed energia elettrica. Va rimarcato che tale stima - in particolare dove si utilizza energia elettrica - può ottenersi solo come valore medio di situazioni reali estremamente variabili perché dovute alla volubilità di insolazione, vento e riserve idroelettriche che costringono ad altrettanta volubilità la produzione elettrica da fonti fossili, che deve sempre e comunque arrivare a colmare il fabbisogno elettrico istantaneo nazionale. Tali variazioni implicano che la miscela tra le diverse fonti generative (cosiddetto fuel mix) non è un dato stazionario: varia con le ore del giorno e le stagioni, ma nelle stime pratiche occorre assumerlo come una costante.

Le istituzioni nazionali fissano un fattore medio di conversione di 0,187 × 10−3 tep/kWh per interventi di efficientamento qualificabili con titoli di efficienza energetica (TEE). In questo fattore tep sta per tonnellate equivalenti di petrolio (unità convenzionale di energia termica, anche indicata con toe, tonnes of oil equivalent), mentre kWh è l'usuale chilowattora elettrico.

Il fattore, così come scritto, è l'inverso di un'efficienza, inoltre le due energie non sono espresse nella stessa unità di misura. A livello nazionale il tep è assunto pari a 11 628 kWh (mentre la convenzione europea è 1 tep = 11 630 kWh) di energia termica, da cui il fattore di conversione espresso in forma adimensionale diventa 2,174 (energia termica/energia elettrica). Il suo inverso 0,4599 ≈ 46% (energia elettrica/energia termica) rappresenta all'incirca l'efficienza media del parco di centrali termoelettriche nazionali, giacché si suppone che interventi di risparmio elettrico portino a ridurre la sola produzione termoelettrica senza intaccare quella da energie rinnovabili. È indifferente esprimere l'efficienza in percentuale o tramite il fattore tep/kWh (peraltro di meno immediata comprensione), ma la stessa Autorità ne rimarca l'equivalenza. Per inciso un fattore di 0,220 kgep/kWh, ossia 0,220 × 10−3 tep/kWh, appare esplicitamente nel decreto legislativo 30 maggio 2008 n. 115 (di recepimento della direttiva europea 2006/32/CE) pubblicato circa due mesi dopo il Decreto 28 marzo 2008 (che assumeva il fattore 0,187 × 10−3 tep/kWh) mostrando un preoccupante disallineamento di dati a livello nazionale.
Col recepimento della Direttiva europea sulla prestazione energetica nell'edilizia si definisce il fattore di conversione in energia primaria come il "rapporto adimensionale che indica la quantità di energia primaria impiegata per produrre un'unità di energia fornita, per un dato vettore energetico; tiene conto dell'energia necessaria per l'estrazione, il processamento, lo stoccaggio, il trasporto e, nel caso dell'energia elettrica, del rendimento medio del sistema di generazione e delle perdite medie di trasmissione del sistema elettrico nazionale...". È quindi l'inverso dell'efficienza energetica globale del sistema elettrico, comprendendovi tutte le perdite dirette e indirette. Non è invece una valutazione LCA: non considera l'energia necessaria per la costruzione di centrali e componenti né per lo smantellamento e il processamento a fine vita.
Per il calcolo della prestazione e dell'efficienza energetica negli edifici si applicano quindi fattori di conversione in energia primaria istituzionali che, come richiesto dalla Direttiva 2010/31/UE, sono dati in forma adimensionale. Per l'energia elettrica l'efficienza del parco generativo è posta al 41,3% e il fattore di energia primaria a 2,42. Ciò non vuol dire che nel corso degli anni il sistema elettrico italiano abbia perso efficienza, ma piuttosto che la metodologia odierna include una serie di termini non presenti nella stima di efficienza più ottimistica (46%) del 2008.
In alcuni casi, seppur all'apparenza incongruo, si rende necessario definire e utilizzare un valore di rendimento medio del sistema elettrico europeo. Ad esempio produttori e potenziali acquirenti di scaldabagni devono: i primi (produttori) poter qualificare i loro prodotti in modo univoco, qualunque possa essere la loro destinazione finale all'interno dell'UE; i secondi (acquirenti) in modo semplice e immediato devono poter paragonare tra loro prodotti diversi - siano essi alimentati a gas o a corrente elettrica - in ragione del loro impatto energetico. L'unica soluzione pratica è normalizzare i consumi all'energia primaria sulla base di un'efficienza media convenzionale europea di generazione dell'elettricità che è stata fissata al 40% - pari a un fattore di conversione in energia primaria di 2,5 - come indicano la Direttiva 27/2012/UE, il Regolamento (UE) 813/2013 e il Regolamento (UE) 2016/2281. Manca ancora in ambito europeo un'adozione uniforme di un unico valore: la Direttiva (UE) 2018/2002 (che aggiorna la Direttiva sull'efficienza energetica 2012/27/UE) suggerisce di usare un nuovo fattore di conversione di 2,1 più aderente all'efficienza reale degli ultimi anni. L'aggiornamento non si propaga automaticamente in altri ambiti energetici europei: potrà ad esempio adottarsi in un futuro regolamento di etichettatura energetica per i sistemi di riscaldamento e produzione di acqua calda sanitaria.
In Italia il D. Lgs. 14/07/2020 n. 73 recepisce la Direttiva (UE) 2018/2002 e adotta per l'Italia lo stesso fattore 2,1 di conversione di energia elettrica in energia primaria, pari a un'efficienza di generazione globale del 47,6%.
La valutazione dell'efficienza media del parco di generazione elettrico resta una questione complessa. Uno studio specifico sulla realtà italiana raccoglie in modo sistematico per le diverse tecnologie impiegate i dati di efficienza sul campo (anni 2016-2017) e le proiezioni al 2030 del Piano Nazionale Integrato per l'Energia e il Clima Archiviato il 24 giugno 2021 in Internet Archive..
Diamo ora un semplice esempio in cui è utile ricorrere a valutazioni di efficienza tramite l'uso dell'energia primaria. Per i fornelli a gas vi è l'obbligo europeo di efficienza minima del 55% da misurarsi secondo la norma CEN EN-30-2-1:2015. L'evidente significato è che per lo meno il 55% dell'energia termica del gas consumato da un fornello deve potersi ritrovare nel recipiente di cottura. Inoltre il gas naturale domestico è di per sé stesso fonte di energia primaria. Al contrario un piano di cottura elettrico a induzione può avere un'alta efficienza riferita all'energia elettrica consumata. Per semplicità assumiamo che sia il 100%. Ma, come già visto, l'efficienza della produzione elettrica in termini di energia primaria è attorno al 45%. Quindi cuocere a induzione, in ore serali con scarsità di rinnovabili, può essere meno efficiente in termini di energia primaria: consuma più gas (nelle centrali) di quanto ne verrebbe consumato da un fornello domestico per la stessa cottura.

### In meccanica ed elettromeccanica
Semplici dispositivi dove vi è trasformazione di energia meccanica in altra energia meccanica sono ingranaggi, motoriduttori, cambi automobilistici con cui si può adattare il regime di rotazione alle esigenze del caso. L'efficienza meccanica di ogni singolo componente è spesso prossima al 100%, ma in un automezzo se ne hanno diversi in cascata, e ognuno contribuirà per suo conto: albero motore, albero di trasmissione, cambio, differenziale, vari cuscinetti a sfere, con una perdita complessiva intorno al 15%, ossia con un'efficienza di trasferimento della potenza dal motore alle ruote dell'85%.
Il caso semplice di conversione di energia elettrica in altra energia elettrica è dato da un trasformatore in corrente alternata, dispositivo con perdite tipiche di progetto dell'1%-2%, e quindi con efficienza energetica del 98%-99%.
La rete elettrica di trasmissione e distribuzione italiana ha un'efficienza media del 90,75% per trasportare l'elettricità dalle centrali di produzione ai punti di prelievo in bassa tensione (come ad esempio i contatori delle utenze domestiche). L'Autorità italiana preferisce indicare questa efficienza come perdite di rete (del 10,2% per l'anno 2021) ma la percentuale è riferita all'energia al contatore ossia {\displaystyle perdite\ =\ (E_{in}-E_{out})/E_{out}-1}. In questo caso Eout è l'energia che esce dalla rete elettrica nazionale (quella prelevata dall'utente) e Ein è la corrispondente energia che s'è dovuto produrre in centrali e immettere in rete. La scelta di indicare le perdite in questo modo difforme, piuttosto che l'efficienza della rete, è a soli fini pratici: per conoscere l'energia generata basta infatti sommare le perdite al consumo dell'utente.
Per tale ragione alcuni fornitori sul mercato libero prezzano ai clienti domestici l'energia alla produzione e fatturano ai clienti l'energia al contatore aumentata delle perdite di rete del 10,2%, per risalire così alla quantità di energia alla produzione.
Altri casi semplici di trasformazione di energia meccanica in energia elettrica o viceversa si hanno nei motori elettrici e negli alternatori. L'efficienza reale può andare da un minimo del 74% per piccoli motori (potenza 1 kW) sino a oltre il 97% per grandi motori (>100 kW).
Un accumulatore con batterie a ioni di litio può immagazzinare energia elettrica. In questo caso la sua efficienza sta a indicare quale frazione dell'energia spesa per caricarla sarà restituita durante la scarica. L'efficienza è tipicamente superiore al 90% e può arrivare al 98%.
Alcuni siti idroelettrici possono operare come accumulatori di energia: pompano acqua nei bacini a più alta quota trasformando l'energia elettrica in energia meccanica potenziale e la riconvertono successivamente in energia elettrica al pari di impianti idroelettrici convenzionali.
La doppia trasformazione ha ragion d'essere per sfruttare i picchi di sovraproduzione elettrica da fonti rinnovabili (la cui energia andrebbe altrimenti persa) o anche per caricare i bacini nelle ore notturne e poter disporre di una maggior capacità generativa nelle ore diurne-serali quando la rete elettrica nazionale presenta il massimo consumo in potenza.

L'efficienza globale, ossia la frazione di energia restituita a seguito del ciclo di pompaggio e riconversione in elettricità, è in media del 75%. Alcuni impianti arrivano all'80%. Una parte delle perdite di energia è meccanica per le irregolarità delle superfici nei tunnel di trasporto dell'acqua e può andare dall'1% a un massimo del 15%. L'efficienza di conversione da meccanico a elettrico delle turbine è in genere dall'85% a oltre il 90%. Quella da elettrico a meccanico delle pompe è oltre il 90% e arriva al 95% per pompe a velocità variabile. I sistemi a pompaggio, pur se meno efficienti rispetto all'uso di accumulatori, hanno il vantaggio di stoccare grandi quantità di energia, non usano prodotti inquinanti, possiedono lunga vita e affidabilità.
Un volano rotante può accumulare energia cinetica e restituirla. Quand'è accoppiato alla rete elettrica svolge un ruolo simile alle batterie di accumulo (batteria a volano). Le trasformazioni di energia sono quindi da elettrica a meccanica (cinetica) e di nuovo a elettrica. L'efficienza globale è tra l'80% e il 92%. Tra i vantaggi: alte potenze istantanee, manutenzione ridotta, lunga durata, basso impatto ambientale, attenuazione di sovraccarichi e aggiunta di riserve di energia nella rete elettrica. Un limite è lo scarso tempo di stoccaggio: tipicamente 15 minuti ma alcuni sistemi arrivano a diverse ore.

### Nel settore termico e termoelettrico
I sistemi che sfruttano energia termica per generare lavoro meccanico o elettricità hanno un più basso limite teorico di efficienza che è dato dal teorema di Carnot. Per turbine operanti a 1 500 kelvin - e in impianti a ciclo combinato che sfruttano il calore residuo - l'efficienza teorica (il limite di Carnot) non può eccedere l'80% mentre in pratica si può raggiungere il 63%, ossia poco meno di due terzi del calore del combustibile riesce a essere trasformato in energia meccanica e/o elettrica. L'efficienza media della generazione elettrica a ciclo combinato italiana è del 54%, dove l'efficienza è intesa come frazione dell'energia termica che viene tramutata in elettricità immessa nella rete. Non vi è contraddizione tra questa efficienza e il 46% indicato più sopra per i TEE, sia perché quel valore già include la riduzione dovuta all'efficienza della rete di trasmissione e distribuzione, sia perché quel dato è relativo all'anno 2008, quindi riferito un parco di generazione meno performante di quello odierno.
La conversione di energia elettrica in energia termica per effetto Joule altro non è che il riscaldamento di una resistenza elettrica al passaggio della corrente. Se in questo caso si volesse pedissequamente mantenere la definizione generica di efficienza - ossia energia in uscita (termica) per unità di energia in ingresso (elettrica) - il suo valore sarebbe sempre e comunque il 100%, per la legge fisica di conservazione dell'energia. Ciò porta a comprendere che non esistono stufette elettriche più o meno efficienti, può cambiare solo la loro capacità di distribuire il calore in modo uniforme in un ambiente, o la diversa ripartizione del calore prodotto tra convezione e irraggiamento. L'applicazione della definizione di efficienza porterebbe a credere che la conversione da energia elettrica a termica è altamente efficiente. In verità è il contrario: è assai più efficiente trasferire calore da (o al contrario verso) l'ambiente esterno - con una macchina termica che sfrutta trasformazioni termodinamiche - piuttosto che generare direttamente il calore dall'elettricità. Occorre quindi individuare una definizione di efficienza più appropriata.
Per climatizzatori e condizionatori a pompa di calore non è usata l'efficienza ma piuttosto il coefficiente di prestazione COP (da coefficient of performance) e l'indice di efficienza energetica IEE, abbreviato anche con EER (da energy efficiency ratio). Si adottano questi indicatori perché le macchine termiche aggiungono o sottraggono dall'ambiente un quantitativo di energia termica molto maggiore di quella elettrica necessaria al loro funzionamento, e ha poco senso definire l'efficienza nel modo usuale.

Nei casi ideali le leggi della termodinamica affermano che {\displaystyle COP_{ideale}=T_{int}/(T_{int}-T_{est})} ed {\displaystyle EER_{ideale}=T_{int}/(T_{est}-T_{int})} dove Tint è la temperatura dell'ambiente interno espressa in kelvin e Test è la temperatura ambiente esterna in kelvin. I due indicatori COP e EER si applicano rispettivamente nei casi di riscaldamento invernale (quando Tint>Test) e di raffreddamento estivo (quando Test>Tint). Se ad esempio si assume che la temperatura esterna in periodi invernali sia di 0 °C ossia 273 kelvin e quella interna di 20 °C ossia 293 kelvin, si avrebbe un COPideale di 14,65. Nella realtà occorre tenere conto di inevitabili scostamenti (come il fatto che l'unità interna per riuscire a scaldare l'ambiente a 20 °C in tempi ragionevoli dovrà trovarsi ad almeno 24-25 °C, idem dicasi per quella esterna) per cui il COP ideale sarà attorno a 10. È come dire che l'efficienza, se si continuasse a esprimere come rapporto tra energia termica utile ed energia elettrica consumata, sarebbe del 1000%. I climatizzatori commerciali sono sottoposti a test in diverse condizioni di temperatura esterna, per meglio simulare l'efficienza media che si ottiene al variare della situazione meteorologica durante tutta la stagione invernale, e il COP mediato in tal modo viene indicato con SCOP (Seasonal COP, ossia COP stagionale). I climatizzatori di tipo split di classe energetica europea A+++ devono esibire un SCOP maggiore di 5,10. Alcune macchine arrivano a questo valore: sono in grado - a parità di energia elettrica consumata - di immettere nell'ambiente cinque volte il calore che darebbe una normale stufetta elettrica.
In ambito nazionale per le pompe di calore vi è il requisito di COP ≥ 3,5 (per gli split) nelle ristrutturazioni di edifici e in costruzioni ex-novo mentre per usufruire del cosiddetto ecobonus si deve avere, sempre per climatizzatori di tipo split, COP ≥ 3,9.

È quindi più efficiente produrre elettricità (da combustibili fossili) e poi usarla per alimentare una pompa di calore con cui riscaldare casa piuttosto che usare direttamente il gas con una caldaia. Nel primo caso si avrà un'efficienza rispetto alle fonti primarie attorno a 4 (COP) × 40% (effic. sistema elettrico) = 160%, migliore del 109%, il massimo di una caldaia a condensazione che brucia direttamente il gas.
Per le caldaie a gas a condensazione vengono impropriamente citate efficienze energetiche sino al 109%. Il sorprendente valore, perché maggiore del 100%, lo è solo in apparenza. Deriva dalle due diverse definizioni del potere calorifico inferiore (PCI) e potere calorifico superiore (PCS) del gas naturale e dal fatto di riferire l'efficienza al PCI. La combustione del gas, composto per lo più di metano (CH4), produce anidride carbonica (CO2) e acqua (H2O). Il PCI è l'energia termica per unità di combustibile bruciato nel caso in cui l'acqua resti gassosa, in forma di vapore. Il PCS è invece l'energia termica (sempre per unità di combustibile) nel caso in cui si riesca a sfruttare il calore contenuto nel vapore facendolo condensare in acqua liquida. In termini più corretti si dirà che viene recuperato il calore latente di evaporazione dell'acqua. Pertanto il PCS è sempre più alto del PCI, soprattutto per il metano (piuttosto che per il butano e il propano) per la diversa stechiometria della combustione. La consuetudine consolidata da decenni per le caldaie, in un'epoca in cui non s'era ancora sviluppata la tecnologia a condensazione, è di riferire l'efficienza al PCI, che equivale a fissare un'efficienza teorica convenzionale al 100% per caldaie ideali ma tradizionali, che non condensano il vapore. Oggigiorno s'è mantenuta la stessa definizione ma si riesce a estrarre anche quella parte di calore che sembrava non sfuttabile, ragion per cui l'efficienza dà solo l'impressione di superare il 100%.
I concentratori solari a specchi raccolgono la radiazione su un'ampia area e la focalizzano su dispositivi di captazione in cui fluidi di trasporto del calore arrivano a temperature sino a 550 °C e in futuro 700 °C. L'innalzamento della temperatura porta a migliori rendimenti termodinamici ossia maggior frazione del calore trasformato in energia elettrica.
I fluidi sono composti organici, sali fusi o sospensioni di microparticelle di carburo di silicio. La conversione da energia solare a energia termica del fluido (istantanea o immagazzinata temporaneamente in un serbatoio di accumulo del calore) e poi in energia elettrica avviene con generatori a ciclo Rankine organico o altri sistemi termoelettrici. L'efficienza globale è del 20-30%. Va notato che in questi impianti, dal momento che l'energia solare è a costo zero, si rinuncia a ottimizzare l'efficienza complessiva a vantaggio di un minor costo dell'impianto e dell'elasticità nel differire la produzione elettrica - mediante l'accumulo di calore - su durate di diverse ore.
I pannelli solari termici posti sui tetti o sui coperti di edifici captano radiazione solare per produrre acqua calda. Questi sistemi non presentano trasformazioni termodinamiche, per cui non si ha produzione di lavoro o corrente elettrica, ma solo raccolta e stoccaggio di calore. La tecnologia è a collettori piani o con tubi sotto vuoto che a pari superficie impegnata raccolgono meno radiazione ma riducono le perdite e sono sfruttabili anche in climi rigidi. L'efficienza η di conversione da radiazione a calore è in prima approssimazione η(∆T,G) = η0 - a1∆T/G, dove η0 è
l'efficienza senza perdite (quando la temperatura esterna eguaglia quella dell'acqua circolante), a1 è un termine di degrado (perdite di calore del pannello verso l'esterno), ∆T è lo scarto tra la temperatura media del fluido e quella esterna, G è la radiazione incidente in W/m2. Questa nomenclatura si ritrova in ambito tecnico-scientifico, a livello europeo e nella norma EN 12975. Le efficienze nei mesi estivi possono superare il 75%. Quelle medie annuali nell'uso reale sono del 65-70%.

### In illuminotecnica
Per le sorgenti di luce è d'uso indicare l'efficienza energetica non in percentuale ma con l'indicatore lumen/watt, dove i lumen sono la misura dell'emissione luminosa della sorgente percepibile dall'occhio umano, mentre i watt sono l'usuale misura della potenza elettrica assorbita. Le attuali tecnologie rendono disponibili sorgenti di luce bianca per uso civile / domestico con efficienze sino a 150-170 lm/W. Articoli scientifici e studi internazionali dimostrano che nell'ipotesi di trasformazione integrale dell'energia elettrica in energia luminosa, senza perdite, si raggiungerebbero circa 403 lm/W (per luce bianca con CRI di 80). Si può pertanto affermare che le attuali sorgenti luminose raggiungono un'efficienza sino al 43% rispetto a quella massima teorica. Va evidenziato che l'equivalenza 683 lm = 1 W di potenza luminosa decretata dal sistema Internazionale vale solo per luce monocromatica verde con lunghezza d'onda corrispondente alla massima sensibilità dell'occhio, e pertanto non va presa come riferimento per valutare l'efficienza di sorgenti di luce bianca.

### Fotovoltaico
La trasformazione di energia luminosa in energia elettrica è ciò che si attua nei pannelli fotovoltaici. Lo studio del limite teorico dell'efficienza di conversione attuabile con semiconduttori, come avviene nelle attuali celle al silicio, ha ricevuto da sempre una grande attenzione. Il limite calcolato nel 1961 da Shockley per uno spettro di radiazione vicino a quello solare è stato ulteriormente perfezionato arrivando al valore del 33,7% oggi assunto come definitivo per le celle a singola giunzione p-n. I prodotti in commercio raggiungono normalmente un'efficienza sino al 21-22%.
Questo limite può innalzarsi ulteriormente utilizzando configurazioni più complesse, ad esempio celle multigiunzione, più difficili da realizzare ma i cui prototipi si sono già dimostrati capaci di arrivare al 44,5% di efficienza.

## Legami con altri concetti

### Efficienza e rendimento
Nell'uso corrente e normativo non vi è chiara distinzione tra i due termini efficienza e rendimento. Il D.M. 26/06/2015, Allegato 1 usa il termine efficienza media stagionale per il riscaldamento invernale e per il raffrescamento estivo di edifici (ma usa anche rendimento termico riferito alle caldaie a gas). La norma UNI/TS 1300-2:2019 usa il termine rendimento medio stagionale (e non efficienza) ma con lo stesso significato.
La frequenza terminologica su pagine e documenti web mostra un maggior uso di efficienza (circa 75%) piuttosto che rendimento (25%), ma con ampie variazioni: ad esempio nelle trasformazioni tra forme diverse di energia l'espressione rendimento di/della/nella conversione si presenta con una frequenza apprezzabile (45%) rispetto a efficienza di/della/nella conversione (55%). I termini efficienza e rendimento appaiono quindi intercambiabili e senza apparenti differenze di significato.

### Efficienze e perdite
Per alcune classi di sistemi è prassi indicare le perdite piuttosto che l'efficienza. Le perdite altro non sono che la frazione mancante per arrivare al 100%, ossia quel termine che s'è disperso per i motivi più vari: attrito meccanico, resistenza elettrica finita di conduttori al passaggio della corrente, isteresi (in particolare nei materiali soggetti a campi magnetici come motori e trasformatori), dissipazione in smorzatori di vibrazioni e ammortizzatori, fughe termiche in condutture e accumulatori di calore... La prassi comune è quella di indicare le perdite per elementi passivi - quali ad esempio linee elettriche, cabine di trasformazione, accumulatori - mentre e più usata l'efficienza nei dispositivi in un certo senso attivi (dove vi è conversione tra tipi diversi di energia) quali celle fotovoltaiche, motori, turbine, ecc.

## Esempi
| Tipo di dispositivo                    | Tipo di conversione            | Efficienza energetica                  |
| -------------------------------------- | ------------------------------ | -------------------------------------- |
| Generazione e trasformazione elettrica |                                |                                        |
| Turbina a gas                          | termica/elettrica              | ~ 40%                                  |
| Centrali a ciclo combinato             | termica/elettrica              | 55–63%                                 |
| Turbina idraulica                      | meccanica/elettrica            | ~ 90%                                  |
| Generatore eolico                      | meccanica/elettrica            | 59,3% (teorico) 35-45% (reale)         |
| Celle fotovoltaiche                    | radiante/elettrica             | 15–23% (commerciali, silicio)          |
| Cella a combustibile                   | chimica/elettrica              | 25–85% (commerciali, varie tecnologie) |
| Elettrolisi dell'acqua                 | elettrica/chimica              | 50–70%                                 |
| Produzione termoelettrica europea      | termica/elettrica              | 42,8–43,8% (anni 2015-2020)            |
| Accumulo di elettricità                |                                |                                        |
| Accumulatore piombo-acido              | elettrica/chimica/elettrica    | 75–85%                                 |
| Accumulatore a ioni Litio              | elettrica/chimica/elettrica    | 90–98%                                 |
| Accumulatore Ni-MH                     | elettrica/chimica/elettrica    | 55–75%                                 |
| Accumulatore Ni-Cd                     | elettrica/chimica/elettrica    | 60–80%                                 |
| Idroelettrico con pompaggio            | elettrica/potenziale/elettrica | 70-80%                                 |
| Batteria a volano                      | elettrica/cinetica/elettrica   | 80-92%                                 |
| Generazione di moto e propulsione      |                                |                                        |
| Motore Diesel                          | chimica/meccanica              | 10–55%                                 |
| Motore a benzina                       | chimica/meccanica              | 10–44%                                 |
| Motore aereo a reazione                | chimica/meccanica              | 20–40%                                 |
| Motore elettrico                       | elettrica/meccanica            | 74–89% (1 kW); 93–97% (100 kW)         |
| Dispositivi domestici e civili         |                                |                                        |
| Lampade a filamento e alogene          | elettrica/luce bianca          | 3,3–6,0%                               |
| Lampade fluorescenti                   | elettrica/luce bianca          | 14–26%                                 |
| Lampade a LED                          | elettrica/luce bianca          | 21–43%                                 |
| Pannelli solari termici                | radiante/termica               | 65-70%                                 |
| Alimentatori a stato solido per PC     | elettrica/elettrica            | 75–96%                                 |